# Mörser Karl
Der Mörser „Karl“, das Gerät 040 (60cm) / Gerät 041 (54cm) oder Karl-Gerät war eine überschwere Artillerie-Selbstfahrlafette, deren Entwicklung für die Wehrmacht vor dem Zweiten Weltkrieg begann und welche dann im Krieg eingesetzt wurde. Das erste Geschütz wurde 1940 fertiggestellt.

## Namensgebung
An der Entwicklung war der General der Artillerie Karl Becker maßgeblich beteiligt. Hierdurch wurde sein Vorname Teil der Bezeichnung des Gerätes.

## Vorgeschichte
Rheinmetall-Borsig hatte 1935 erste Konzepte für den Bau eines überschweren Minenwerfers erstellt, welcher der Wehrmacht die Möglichkeit verschaffen sollte, die modernsten und stark geschützten gegnerischen Festungsanlagen, wie die Maginot-Linie, zu bekämpfen. Diese wurden dem Heereswaffenamt im März 1936 vorgelegt. Der Ausgangsgedanke war ein Vorderlader-Bettungsgeschütz für ein Geschosskaliber von 80 cm, welches 4-Tonnen-Geschosse über 1.000 m und 2-Tonnen-Geschosse über 2.000 m verfeuern können sollte. Schon zu diesem Zeitpunkt wurde erstmals über ein Raupenfahrwerk nachgedacht.

## Entwicklung

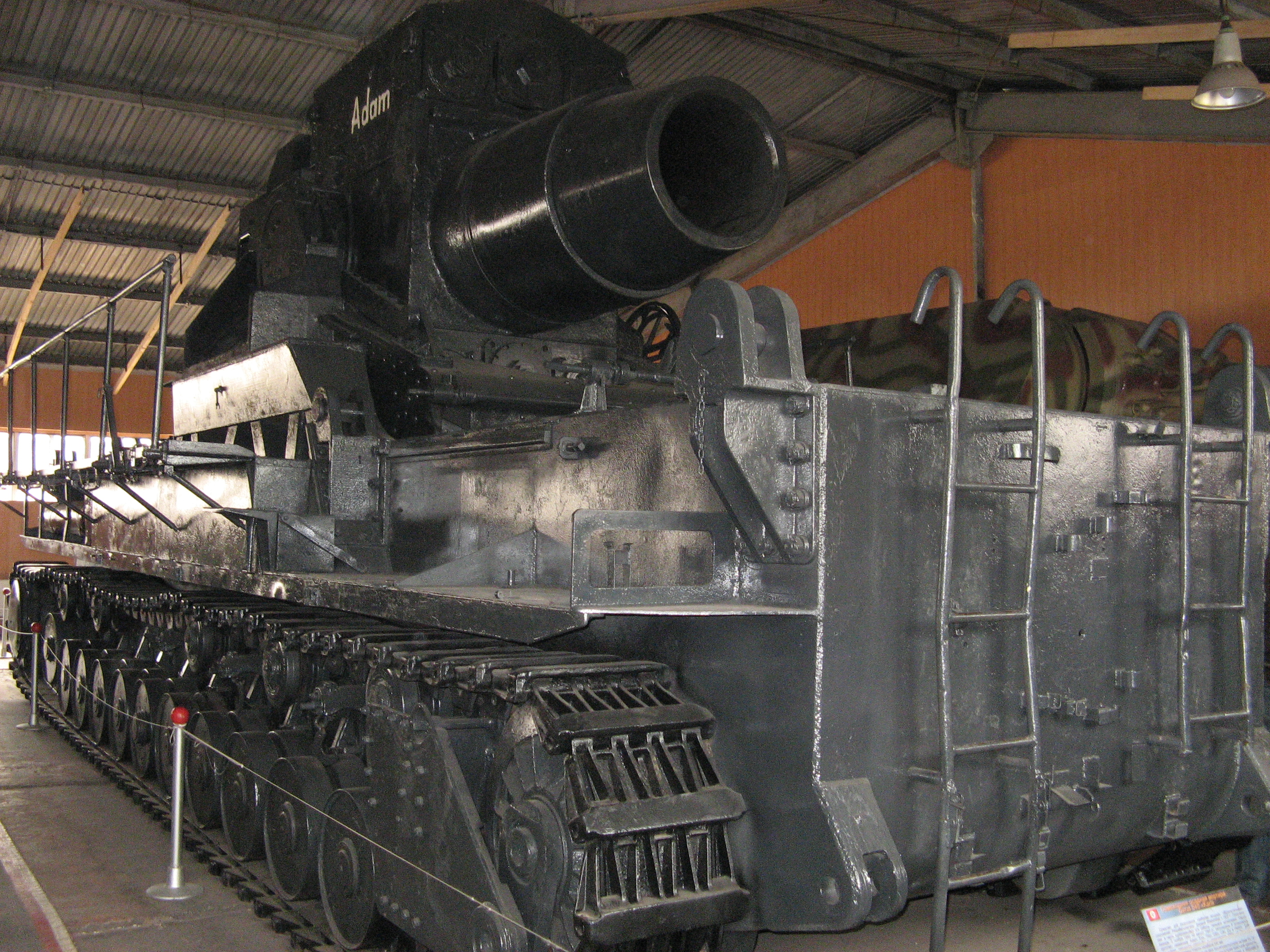
Karl-Gerät im Panzermuseum Kubinka

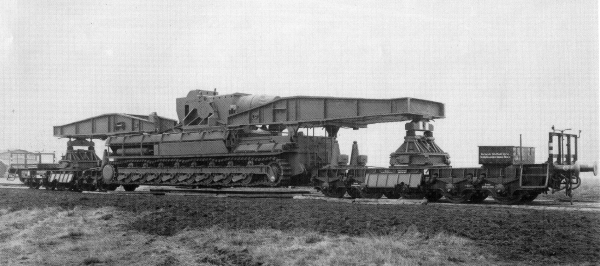
60-cm-Mörser Karl auf einem Tragschnabelwagen

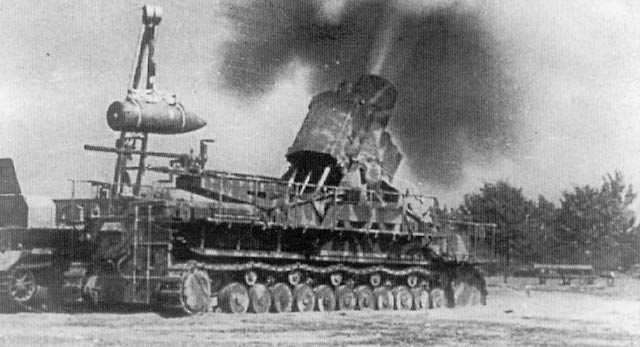
Abfeuern des 60-cm-Mörsers Karl

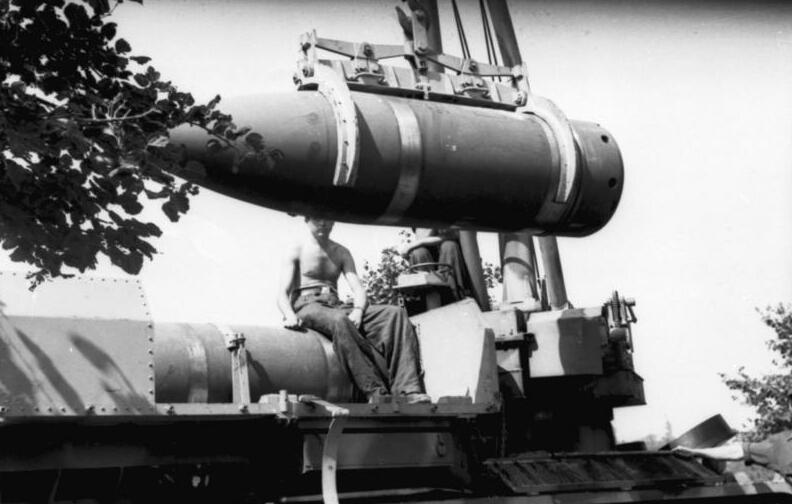
60-cm-Granate

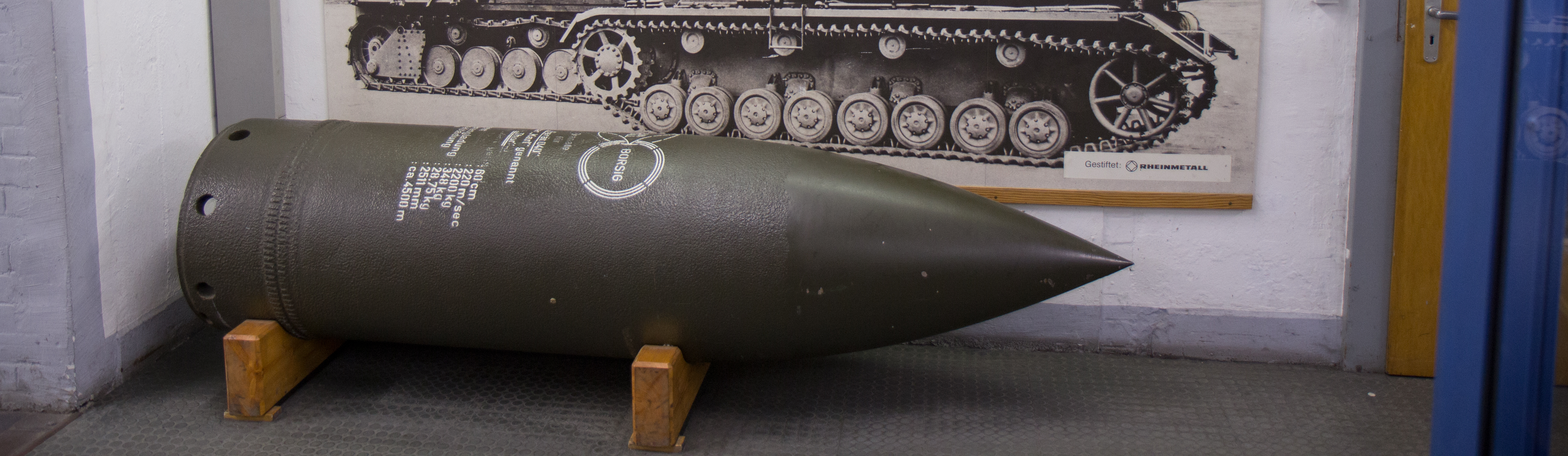
60-cm-Granate in der Wehrtechnischen Studiensammlung Koblenz

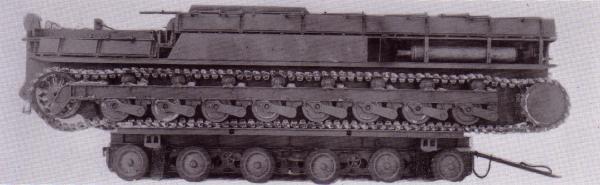
Transport eines Karl-Geräts auf einem Culemeyer-Straßenroller „R80“

### Entwicklungsauftrag
Im Oktober 1936 erhielt Rheinmetall einen Entwicklungsauftrag in dem bestimmte Anforderungsparameter skizziert waren. So musste die Reichweite 3000 m betragen, Aufbau und Einsatzvorbereitung durften im Feld nicht länger als 6 Stunden dauern, das Geschoss sollte zunächst ein Gewicht von 2.000 kg haben, um sowohl Eindringtiefe als auch große Sprengwirkung nutzen zu können. Der Transport sollte als Einzellast auf Gleiskettenfahrzeugen und die Montage mittels Spezialfahrzeugen mit Hebevorrichtungen erfolgen. Das Geschütz sollte als Vorderlader ausgeführt werden und nur ein Höhenrichtfeld in der oberen Winkelgruppe (wie beim Mörser üblich) benötigen.

### Erstentwurf
Im Januar 1937 legte Rheinmetall der Abteilung WaPrüf 4 des Heereswaffenamtes erste Entwurfszeichnungen gemäß den im Herbst 1936 gemachten Vorgaben vor. Die wichtigsten Parameter des Entwurfs waren das vorgeschlagene Kaliber von 60 cm, das gewünschte Geschossgewicht von 2.000 kg, eine {\displaystyle v_{0}} von 200 m/s, eine Schussweite von 3.000 m, ein Höhenrichtfeld von 125° und ein Seitenrichtfeld von 120°. Dabei hätte das Bettungsgeschütz ein Gewicht von ca. 55 t gehabt und wäre in Lasten zu ca. 9 t mit etwa sieben bis acht Transportfahrzeugen beweglich gemacht worden. Klar wurde jedoch, dass die gewünschte Aufbauzeit von bis zu 6 Stunden bei einer solchen Lösung völlig unrealistisch war. Aus diesem Grund schlug Rheinmetall eine Selbstfahrlafetten-Lösung vor, für die auch Entwurfszeichnungen vorgelegt wurden. Mit diesem Entwurf stieg das Gewicht auf ca. 70 t und der Seitenrichtbereich reduzierte sich auf 5°. Schon bei diesem Entwurf wurde vorgeschlagen, das Fahrzeug abzusenken und den Wagenkasten zur Bettung zu machen. Für das Instellunggehen wären bei dieser Lösung nur ca. 30 Minuten erforderlich. Durch die Ergänzung eines Lafettenrücklaufs könnten die Rückstoßkräfte verringert werden.
Nach der Begutachtung der unterschiedlichen Entwürfe entschied sich das Heereswaffenamt am 11. Februar 1937 für die Selbstfahrlafetten-Lösung.

### Wechsel zum Hinterlader-Entwurf
Die weitere Entwicklung löste ein Problem nach dem anderen. Die Treffsicherheit wurde verbessert, indem man zu einem Hinterlader-Konzept überging. Auch die Reichweite konnte nochmals auf 4.000 m gesteigert werden. Die Fahrrichtung wurde entgegen der Schussrichtung gewählt, um im Notfall bei Artilleriebeschuss der eigenen Stellung möglichst schnell vorwärts aus der Stellung herausfahren zu können. Mit der anderen Waffenkonstruktion war eine größere {\displaystyle v_{0}} von 243 m/s möglich geworden. Der Höhenrichtbereich ging von −10° bis +75°, wobei jedoch nur im Bereich von 55° bis 75° geschossen werden konnte. Das Gewicht der Waffe lag bei 64,5 t und des Fahrzeugentwurfs bei 32,5 t, so dass man nun 97 t Gesamtgewicht erreichte.

### Fahrzeugmodelle und Anschießanlage
Rheinmetall hatte zwei unterschiedliche Aufgabenstellungen zu erledigen. Es musste ein Fahrwerkskonzept entwickelt und das Geschütz erprobt werden. Für die Erprobung der Fahrwerkstechnik wurde ein elektrisch angetriebenes Modell im Maßstab 1:10 gebaut und erprobt. Für die Erprobung der Waffe und zur Gewinnung von realen Werten schlug Rheinmetall den Bau einer Anschießlafette vor. Der verantwortliche General der Artillerie Karl Becker stimmte dem Plan zu und auf dem Schießplatz Hillersleben wurde diese gebaut, um noch vor der Fertigstellung des ersten fahrbaren Mörsers Munition erproben und entwickeln zu können. Die Pläne für die Anlage wurden am 9. März 1938 von General Becker und Oberst Wulz genehmigt. Da es sich um ein Geheimprojekt handelte, wurde zu Tarnungszwecken ein zerlegbares Schutzhaus über die Anschießlafette gebaut, das nur für Schießversuche demontiert wurde und danach umgehend wieder darüber gebaut wurde. Nach Ansicht von General Becker war es aus taktischen Gründen erforderlich, bei der Bekämpfung von gegnerischen Befestigungen mehrere Geschütze gleichzeitig einzusetzen. Deshalb wurde bestimmt, dass neben dem Versuchsfahrgestell sofort auch weitere 6 Geräte gebaut werden sollten.
Die Anschießanlage wurde vom 23. bis zum 25. Juni 1939 erstmalig verwendet und die Messung ergab einen Rohrrücklauf von 1000 mm und einen Bremsdruck von 450 t.

### Bodendruck
Weder die Panzertruppe noch irgendjemand sonst konnte Erfahrungen mit extrem hohem Bodendruck einbringen. Bis zu diesem Zeitpunkt hatte man mit Werten von 0,7 bis 0,8 kg/cm² gearbeitet. Man führte deshalb zwischen März und April 1938 Fahrversuche mit dem Neubaufahrzeug Nr. 1 in Unterlüß und Chemnitz-Ebersdorf durch, bei denen durch zusätzliche Gewichte der Bodendruck auf 1,1 bis zu 1,43 kg/cm² gesteigert wurde. Die Erkenntnisse waren sicher auch für die weitere Panzerentwicklung von Relevanz, denn sie zeigten, dass Kettenfahrzeuge im Gelände auch bei 1,43 kg/cm² Bodendruck noch ausreichend beweglich blieben.

## Technische Beschreibung
Das Geschütz wog etwa 124 Tonnen und konnte auf seiner Vollketten-Selbstfahrlafette etwa 10 km/h erreichen. Die Selbstfahrlafette gab es in zwei Ausführungen: Die erste hatte acht Lauf- und acht Stützrollen, während die zweite elf Lauf- und sechs Stützrollen hatte. Die Ketten waren bei beiden Ausführungen 50 cm breit und hatten eine Auflagefläche von 7 m². Die Spurweite betrug 2,65 m und die Bodenfreiheit 35 cm. Das Gerät entwickelte einen hohen Bodendruck und konnte daher nur auf festem Untergrund eingesetzt werden. Es wurden sechs Stück der Baureihe 040 und eines der modifizierten Baureihe 041 gebaut. Die sieben Geschütze erhielten die folgenden Namen: I = „Adam“ (später „Baldur“), II = „Eva“ (später „Wotan“), III = „Odin“, IV = „Thor“, V = „Loki“, VI = „Ziu“ und VII = „Fenrir“.
Im Februar 1941 wurde eine höhere Schussweite der Mörser verlangt, was durch eine Verringerung des Kalibers auf 54 cm (Gerät 041) umgesetzt wurde. Waren die 60-cm-Rohre aufgebraucht, sollten sie durch die kleinere Version ersetzt werden. Sechs dieser neuen Rohre wurden bestellt und standen ab dem 31. Mai 1944 zur Verfügung. Der siebte Mörser, der bereits ab Werk mit dem 54-cm-Rohr der Baureihe 041 ausgeliefert worden war, kam nicht mehr zum Einsatz.
Als Antriebsmotor war der Benzinmotor Daimler-Benz MB 503A vorgesehen. Allerdings wurde nach Testläufen der Dieselmotor MB 507C empfohlen. Beide Motoren wurden beschafft, wovon fünf Stück Benzin- und fünf Stück Dieselmotoren waren.
Für den Transport konnten die Mörser in drei Lasten zerlegt und mit Hilfe von Culemeyer-Straßenrollern transportiert werden. Für den Transport per Eisenbahn gab es einen speziellen Tragschnabelwagen. Zu jedem Mörser gehörten zwei Munitionsschlepper (Panzer-IV-Fahrgestell) mit je einem 2,5-t-Kran.
Die Bedienung bestand aus 16 Kanonieren. Zum Laden musste das Rohr waagerecht gestellt werden; die maximale Rohrerhöhung betrug 70°. Das Seitenrichtfeld betrug 2,5° nach links und rechts, so dass das gesamte Geschütz grob auf das Ziel ausgerichtet werden musste. Zum Schießen musste die Fahrzeugwanne per Hydraulik auf den Boden abgesenkt werden, um die enormen Kräfte während des Schusses besser zu verteilen.
Dieses Geschütz war in zehn Minuten feuerbereit und verschoss sechs bis zwölf Granaten pro Stunde. Zum Einsatz kamen eine leichte und eine schwere Betongranate mit einem Gewicht von 1700 kg (davon 280 kg Sprengstoff) und 2180 kg (davon 348 kg Sprengstoff) sowie eine Sprenggranate mit 1250 kg (davon 460 kg Sprengstoff), die je nach der gewünschten Reichweite und Wirkung ausgewählt wurden. Als Treibladung wurden eine bis neun Treibladungen (je 32 bis 36 kg Schießpulver) eingelegt. Das über fünf Meter lange Rohr schoss bei einem Schusswinkel von 50 bis 60 Grad und je nach Granate etwa 4,3 km bis 6,5 km weit (die später umgerüstete 54-cm-Ausführung 041 hatte eine Reichweite von bis zu 10,5 km). Eine Granate konnte 2,50 m Beton oder 35 cm Panzerstahl durchschlagen. Tests waren unter anderem auf dem Schießplatz Rügenwalde-Bad in Hinterpommern durchgeführt worden.
Wie alle Waffen dieses Typs mit schweren und langsam fliegenden Geschossen (192–179 m/s, Flugzeit bis zu 49 Sekunden) weist der Mörser eine hohe Streuung auf. Seine Wirkung auf die beschossenen Festungsbesatzungen bestand eher in einer demoralisierenden Wirkung als in der direkten Treffereinwirkung, da mit ihm vermeintlich sichere Festungsanlagen zerstört werden konnten.

### Technische Daten
- Bezeichnung des Fahrzeugs: Gerät 040 / 041
- Typ: Selbstfahrlafette
- Hersteller: Rheinmetall
- Baujahr: 1940 bis 1944
- Motor: Daimler-Benz MB 503A (Benzin) / MB 507C (Diesel)
- Zylinderzahl, Anordnung: 12 Zylinder, V-Anordnung
- Hubraum: 44.500 cm³ (MB 503A)
- Drehzahl: 1850/min (MB 503A)
- Höchstleistung: 426 kW (580 PS) MB 503A
- Höchstgeschwindigkeit: 10 km/h
- Getriebe: 4 Schaltgänge
- Bodenfreiheit: 350 mm
- Spurweite: 2650 mm
- Kettenbreite: 500 mm
- Kettenauflagefläche: 7 m²
- Gefechtsgewicht: 124 t (Gerät 040) / 126 t (Gerät 041)
- Bodendruck: 1,77 kg/cm²
- Kraftstoffvorrat: 1200 l
- Materialstärke: bis zu 10 mm
- Bewaffnung: 60-cm-Mörser L 8,45 (Gerät 040) / 54-cm-Mörser L/13 (Gerät 041)
- Munition: Sprenggranate/Betongranate
- Höchstschussweite Sprenggranate: 6,6 km
- Höchstschussweite Betongranate: 4,3 km
- Produktionszahlen: 7 Stück

## Einsatz
Die schweren Geschütze waren in unabhängigen Heeresbatterien oder Heeresartillerieabteilungen organisiert, welche Großverbänden für spezielle Operationen zur Verfügung gestellt wurden.
3. Januar 1941: Aufstellung der s.Heeresbatterie (mot.) 833 auf dem Truppenübungsplatz Bergen für die ersten beiden verfügbaren Geräte (einsatzbereit am 15. Februar 1941).
2. April 1941: Aufstellung der schweren Heeresartillerieabteilung (mot.) 833 mit Unterstellung der bisherigen s.Heeresbatterie (mot.) 833 im Wehrkreis III (einsatzbereit am 1. Mai 1941). Dabei bildeten „Adam“ und „Eva“ die Ausrüstung der 1. Batterie und „Thor“ und „Odin“ die Ausrüstung der 2. Batterie.
ab Juni 1941: Deutsch-Sowjetischer Krieg. Es wurden die Geschütze „Adam“, „Eva“, „Thor“ und „Odin“ beim Angriff eingesetzt.
- 14. Juni 1941: 2. Batterie / Unterstellung beim XII. Armee-Korps, Panzergruppe 2, Heeresgruppe Mitte
- 22. Juni 1941: 1. Batterie / beim IV. Armee-Korps, der 17. Armee mit der Heeresgruppe Süd bei Brest-Litowsk im Einsatz. Dabei verschoss „Adam“ 16 Schuss und „Eva“ fiel bereits beim 1. Schuss mit einem Rohrklemmer aus. Am 23. Juni meldete das Korps, dass die Batterie nicht mehr benötigt würde, da diese nicht mehr einsatzbereit sei.
- 22. Juni 1941: 2. Batterie / bei der 4. Armee der Heeresgruppe Mitte bei Lemberg für einen Einsatz gegen die Grenzbefestigungen in Reserve gehalten. „Thor“ kam mit 4 Schuss zum Einsatz; „Odin“ fiel frühzeitig mit einem Laufwerksschaden aus. Insgesamt wurden trotz technischer Probleme bis zum 24. Juni 36 Schuss abgegeben.
Juli 1941: Aufstellung der s.H.Art.Batterie.(mot.) 628 für den Einsatz mit Karl-Gerät
August 1941: Die neuen Geräte V „Loki“ und VI „Ziu“ werden der s.H.Art.Batterie (mot.) 628 zugeteilt.
- 6. Aug. 41 ehemalige Abteilung der Karl-Geräte (s.Art.Abt. (mot.) 833) wird mit acht 21cm-Mörsern ausgerüstet
1942: Eroberung von Sewastopol, Einsatz zweier Mörser, „Thor“ und „Odin“, welche die dortigen Festungsanlagen beschossen.
In Vorbereitung auf den Angriff auf Sewastopol bildete die schwere Artillerieabteilung 833 am 18. Februar 1942 eine neue schwere Batterie mit den drei Geschützen „Thor“, „Odin“ und „?“. Sie wurden nach der Ankunft in einer vorbereiteten Stellung in langen getarnten Gräben positioniert, um Wirkungen eines möglichen gegnerischen Beschusses möglichst gering zu halten. Am 20. Mai waren die Munitionsbestände vollständig eingetroffen und für jedes Geschütz standen 72 schwere und 50 leichte Betongranaten zur Verfügung. Das zuständige LIV. Armee-Korps meldete, dass zwischen dem 2. und 13. Juni der gesamte Munitionsvorrat verschossen wurde. Die Mörser konnten die beiden 30,5-cm-Zwillingstürme der Küstenbatterie Maxim Gorki nicht ausschalten. Ein Turm war durch den Beschuss jedoch verklemmt, der Befehlsstand etwa 600 m abseits der Türme wurde getroffen und auch die ungeschützte Stromversorgung wurde zerstört. Der sowjetischen Besatzung gelang es, die Probleme zu beheben. Es gelang nicht, den Betonstand der Türme zu durchschlagen. Am 19. Juli wurde die Batterie zur Auffrischung, für die Wartung und Reparaturen zurück zum Truppenübungsplatz Hillersleben beordert, wo sich auch die Heeresversuchsanstalt Hillersleben befand. Ein einzelner Blindgänger wurde von sowjetischen Truppen geborgen und zur Begutachtung nach Moskau geschickt.
Heeresgruppe Nord
Am 7. Juli 1942 wurde der schweren Artillerie-Abteilung 833 befohlen, eine neue Batterie mit ein bis zwei Geschützen aufzustellen. Es wurde am 15. August die schwere Artillerie-Batterie 628 mit drei Karl Geschützen der Artillerie-Abteilung 833 gebildet. Am 22. Juli verlegte das OKH die neue Batterie zur Unterstützung des Unternehmens Georg in den Raum Leningrad. Die Batterie hatte zwei einsatzbereite Geschütze und eines verblieb in der Reserve. In den Unterlagen der Heeresgruppe wurde die Ankunft mit dem 2. September vermerkt. Die Batterie erhielt beim Eintreffen heftiges Artilleriefeuer. Am 18. Oktober beabsichtigte die 11. Armee eine Rückverlegung nach Leipzig, doch wurde der Befehl widerrufen. Das Unternehmen Georg war auf Ende Oktober verlegt worden und wurde dann gestrichen. Eine Beteiligung am Unternehmen Feuerzauber wurde angesichts der Katastrophe von Stalingrad ebenfalls gestrichen. Am 4. Dezember verlegte das OHK die Batterie wieder in die Heimat.
1943: Am 4. Mai 1943 wurde eine neue schwere Artillerie-Abteilung aufgestellt, die als Kern die Batterie 628 hatte. Diese wurde als 1. Batterie der Abteilung verwendet. Die 2. Batterie und der Abteilungsstab wurden am 15. Mai vollständig neu aufgestellt. Beide Batterien hatten je zwei Einsatz-Geschütze und ein Reserve-Geschütz. Im Sommer 1943 war ein Einsatz mit einer Batterie bei der 18. Armee der Heeresgruppe Nord gegen den Oranienbaumer Brückenkopf westlich von Leningrad geplant, doch diese wurde am 8. August wieder nach Leipzig zurückgeschickt. Von August bis September wurde die s.H.Art.Abt.(mot.) 628 dann mit acht 21-cm-Mörsern 18 ausgerüstet. Für die Karl Geräte wurde später ein „Kommando für Sonder-Gerät“ der schweren Artillerie-Abteilung (mot.) aufgestellt.
1944: Die schweren Mörser wurden beim Niederkämpfen des Warschauer Aufstandes eingesetzt. Am 13. August wurde mit dem Geschütz „Ziu“, ausgerüstet mit dem 54-cm-Rohr, eine einzelne Batterie aufgestellt und zur Zerstörung von Häuserblocks der 9. Armee zur Verfügung gestellt. Zwei Geschütze mit 54-cm-Rohr bildeten das Kommando für Sonder-Gerät (ortsfest) 638 und trafen am 17. August 1944 auf dem Bahnhof Warschau West ein. Die Munition wurde nachgeliefert. Das Geschütz „Ziu“ wurde aus dem Sowinski Park im Stadtteil Wola eingesetzt und begann Befestigungen zu beschießen. Es gab einzelne Blindgänger, deren Sprengstoff von polnischen Spezialisten geborgen wurde und dann für improvisierte Sprengladungen verwendet wurde. Nach einem positiven Bericht vom 24. August entschied das OKH einen weiteren Mörser Karl, zur s.Art.Batt. (mot) 428 gehörend, nach Warschau zu schicken. Dieser traf dort erst am 7. September ein. Noch ein weiteres Geschütz für die Batterie 428 traf am 10. September ein, woraufhin „Ziu“ zur Instandsetzung nach Jüterbog geschickt werden konnte. Es wurde nochmals nach Warschau geschickt und am 25. September kam ein viertes Geschütz nach Warschau.
Problematisch beim Einsatz in der Stadt war dabei die natürliche Streuung in Verbindung mit der ungeheuren Sprengkraft, welche einen präzisen Einsatz im urbanen Umfeld problematisch machte.

Beschuss des Prudential-Versicherungshochhauses während des Warschauer Aufstandes
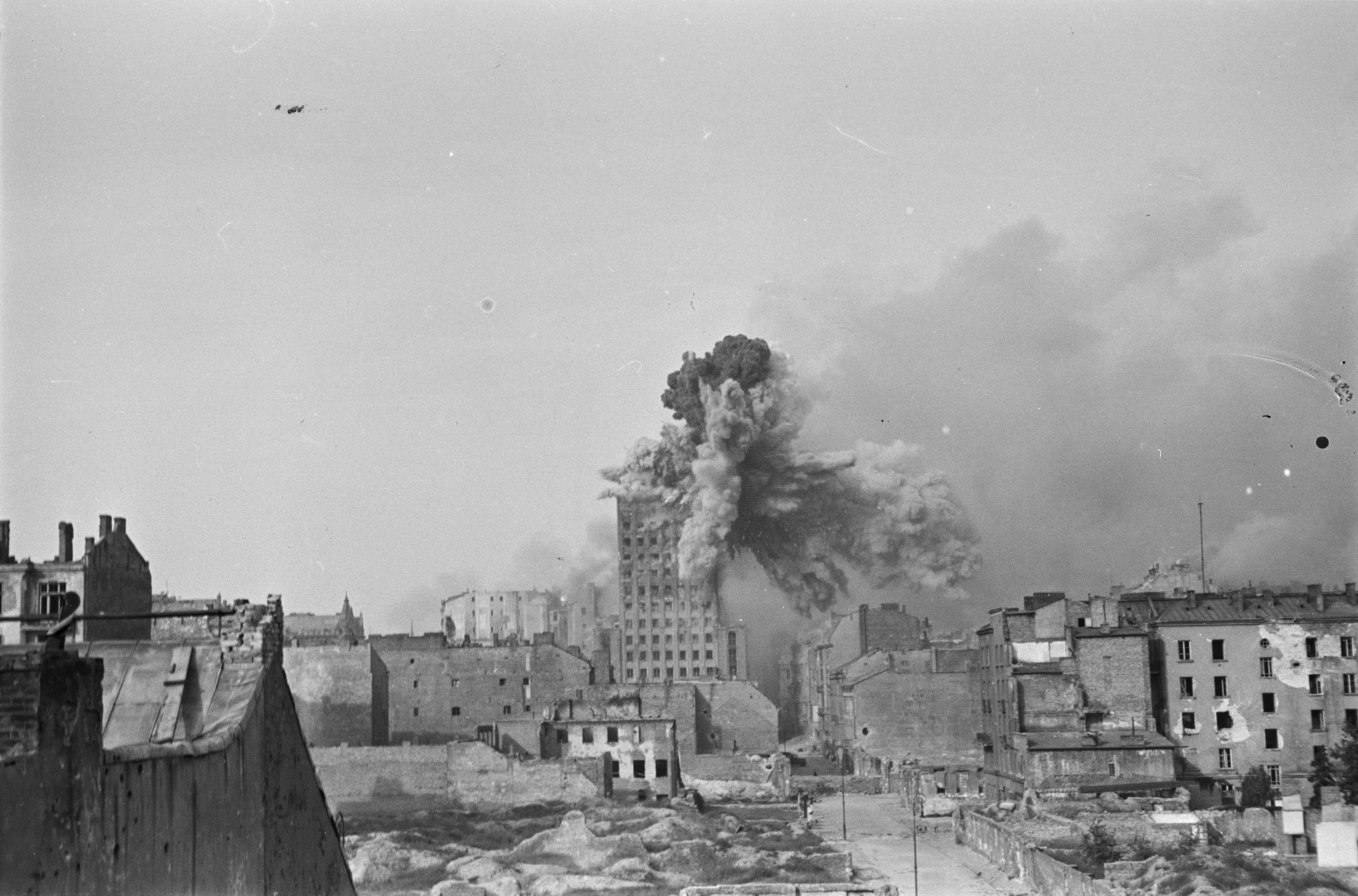
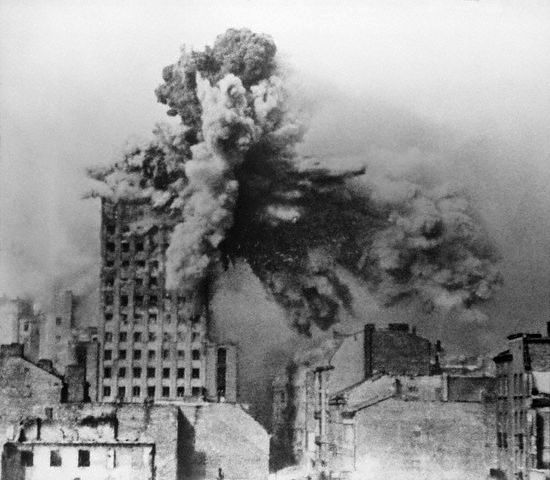
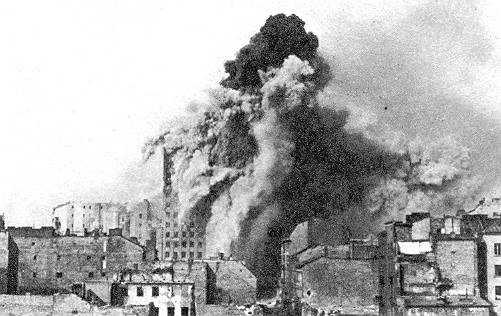
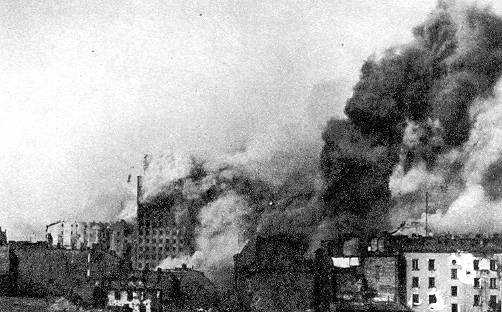

Bei einer Lagebesprechung am 14. August 1944 erkundigte sich Hitler nach dem Verbleib des Mörsers, da er diesen dem kurz zuvor zum Kommandanten von Groß-Paris ernannten General Dietrich von Choltitz zukommen lassen wollte. Nachdem wenig später ein Exemplar in einem Depot bei Berlin ausfindig gemacht werden konnte, wurde es in Richtung Paris in Marsch gesetzt. Der Mörser gelangte innerhalb einer Woche bis nach Soissons, rund 92 km nordöstlich von Paris, wurde aber nicht mehr eingesetzt. Von Choltitz kapitulierte am 25. August 1944.
Per 16. Dezember 1944 verfügte die Heeres Battr.(t.mot.)(60cm Karl 040) 428 über zwei Geschütze und wurde per 26. Dezember 1944 von Heeresgruppe B kommend in Verlegung zur Heeresgruppe G im Raum Zweibrücken dokumentiert. Die Heeres Battr.(mot.) 638 (54cm Karl 041) war am 16. Dezember auch mit zwei Geräten gemeldet.
1945: Am 8. März 1945 kam der Mörser noch zu einem Einsatz an der von US-Streitkräften eroberten Ludendorff-Brücke. Der herangeschaffte Mörser Karl (Kaliber 540 mm) verfehlte aber sein Ziel und musste schon nach kurzer Zeit aufgrund technischer Probleme den Einsatz abbrechen.
Am Ende des Krieges ging ein Gerät durch einen alliierten Luftangriff auf dem Eisenbahntransport verloren (ein Foto zeigt einen der Mörser im Transportgestell mit starken Schäden im Bereich des Fahrerplatzes), das Geschütz „Loki“ ging in Ungarn verloren, „Odin“ wurde bei einem Rohrkrepierer zerstört.
Dabei wurden zwei Geräte von den US-amerikanischen Streitkräften in Bayern erbeutet, dazu gehörte das Gerät „Loki“. Ein Pressefoto aus dem Jahr 1946 belegt, dass ein Geschütz mit einem elf Laufrollen-Fahrwerk auf Eisenbahnfahrgestell nach Aberdeen gebracht worden ist. Es fehlt bei diesem Gerät allerdings die Waffe. Das zweite von den Amerikanern erbeutete Geschütz soll „Ziu“ sein.
Das zuletzt gebaute und nicht zum Einsatz gekommene Geschütz „Fenrir“, noch für die Erprobung des 54 cm Rohrs genutzt, wurde auf dem Artillerieschießplatz Hillersleben erbeutet.

## Museale Rezeption
Das Geschütz VI „Ziu“ steht (Stand 2017) im Panzermuseum der Roten Armee in Kubinka bei Moskau.

## Einzelnachweise

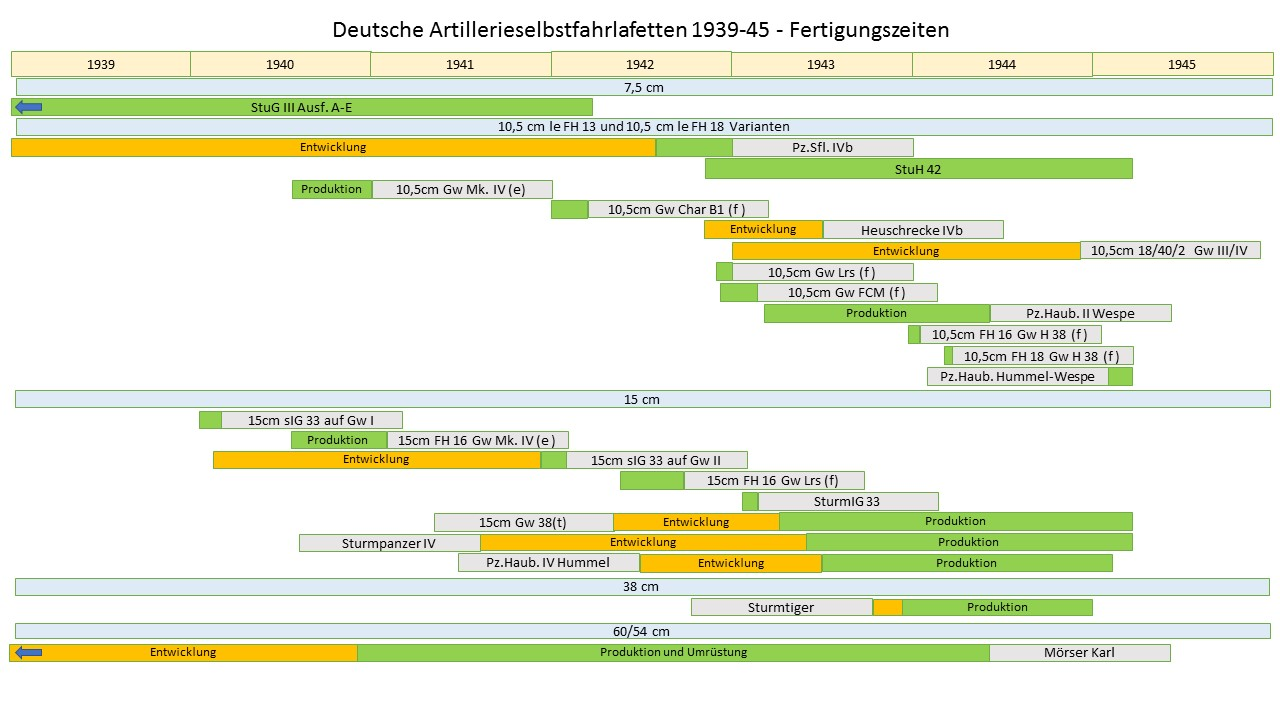